# 赤大白铁路
赤大白铁路，北起内蒙古锡林郭勒盟西乌旗白音华煤田，至内蒙古赤峰市，线路经过内蒙古赤峰市和锡林郭勒盟，全长331公里，总投资约36亿元人民币。由白音华煤电有限责任公司出资建设，设计单位为铁道第三勘察设计院，由中铁九局集团负责施工。等级为地方一级铁路。2004年8月动工，预计2007年建成通车。2008年7月26日，赤峰至大板段通车；同年12月17日，正线铺轨全线贯通；2009年8月31日，全线正式开通运营，2024年8月26日，赤峰至大板东段开办客运服务。此铁路全线由沈阳铁路局管辖。

## 与其它铁路的连接
- 赤峰站：京通铁路
- 大木头沟站：锦赤铁路[5]